# 金三石
金 三石（金三石、김삼석, Kim Sam-suk, または Kim Sam-seok) は大韓民国のジャーナリスト。在韓米軍撤収と韓米同盟廃棄を主張する韓国左派・親北団体「反核平和運動連合(現:平和と統一を開く人々)」政策委員。1993年にその妹金銀周(キムウンジュ)と2人で、朝鮮民主主義人民共和国（北朝鮮）のスパイとして、親北在日朝鮮団体から工作資金を受け取った罪などで起訴された(兄妹スパイ団事件)。二人は日本で郭東儀（大韓民国の反国家団体韓民連幹部）、李佐永（1974年鬱陵島スパイ事件主謀者）と接触していたことも明らかにされている。
妻は共に市民党の国会議員で、韓国挺身隊問題対策協議会（挺対協、現正義連）元理事長である尹美香。金は保釈後は地元で2005年4月から慰安婦団体(挺対協)の情報誌編集会社・インターネットメディア「水原市民新聞」を創設者兼代表者となっていた。自身がメディア権力を持っていることを悪用し、2013～18年の間に16の大学から約6000万ウォンほどを恐喝していたことでも2019年に懲役刑を言い渡された。

## 経歴
三石は韓国外国語大学のグローバルキャンパスでロシア学科を通っていたが、同期で 親北政党統合進歩党の李石基前国会議員(国家保安法違反)とは親交がないと主張している。大学卒業後、尹美香に会って結婚した。1992年の妹・金銀周と一緒に「兄妹スパイ事件」の当事者で懲役4年の資格停止4年を宣告された。二人は日本で親北在日朝鮮人の郭東儀、李佐永と接触していたたことが明らかにされている。
釈放後、2001年に「うれしい軍隊よ！」という著書を発行。釈放後、軍事評論家として活動し、自分と妻の尹美香は不当に処罰受けたと主張してきた。2004年10月にしたメディアへの寄稿で「真の過去清算の対象は、国家保安法撤廃と駐韓米軍撤収という点を否定することができないだろう」とした。

### 保釈後
2005年4月に水原市民新聞というインターネットメディアを創刊して代表兼記者をし出した。後に発覚するまでメディアを悪用し、16個の大学への約6000万ウォンを恐喝していた。
2018年3月8日、過去兄妹スパイ事件の再審を請求して、いくつかの無罪が認められ、懲役4年の資格停止4年で懲役2年、執行猶予3年追徴金620万ウォンに減刑された。
2005年慰安婦団体の情報誌編集会社、インターネットメディア「水原市民新聞」を創設者兼代表者となった。

### 兄妹スパイ団事件への再審に対する文在寅政権下の判決
1993年北朝鮮に工作費用を貰ったとして起訴、1994年大法院は、三石に懲役4年、妹に懲役2年・執行猶予3年の判決を下しされた。後に、2人はスパイ行為をしたことはないと主張して再審を請求。文在寅政権下で大法院長官へ金命洙が任命されていた。大法院長官は、2017年5月の三石には「国家保安法違反であるとしながらもスパイ容疑はない」として、懲役2年・執行猶予3年に減刑した上に、1億9000万ウォンの刑事補償金が支払う判決をした。三石とその家族らは、更には「スパイとの烙印を押され精神的苦痛を受けた」として、国に対し損害賠償請求訴訟を提起。2018年7月ソウル高等裁判所は、家族3人に計8900万ウォンを支払うよう命じる判決を言い渡した。

### 大学に対する広告要求恐喝犯罪
金三石は小規模地域メディアである水原市民新聞を運営しながら2013年から2018年までに16個の大学を相手に過度の情報公開請求をした。そして、メディアに広告を載せて、その費用を払えば取り下げると恐喝した。これによって、約6000万ウォンほどを不正な広告収入を得ていたした。2019年6月5日、水原地裁は金三石に対して懲役1年を宣告した。
ハン・ジヨン判事は「この事件の犯行は、ジャーナリストの地位にある被告人金三石が正当な権利行使の量の情報公開請求をした後、広告費を約束受け取ったら、取り下げする方法でお金を恐喝した」とし「犯行手口が不良なうえ犯行期間が長く被害学校のこともかなり多く、被害が回復していてもできなかった」と実刑判決理由を明らかにした。

### 朝鮮総連と民弁との脱北者への越北懐柔
2020年5月に慰安婦ビジネスなど妻の数々の不正が明らかになった際に、2018年に民弁所属の弁護士、在日本朝鮮人総連合会(朝鮮総連)の女性3人の計11人と共に、脱北した北朝鮮レストラン支配人に越北を勧誘と韓国政府に無理やり拉致されたと顔出し会見するように要求していたことが判明した。尹と夫の金の周辺には親北人脈が多く、慰安婦の休養施設が親北活動の拠点だった疑いが韓国でも広く認知された。元支配人に金は妻の管理する慰安婦のためとしての施設で北韓の行事に出席した際の写真を見せ、将軍様や首領様と頻繁に言い、北朝鮮の革命歌謡を歌った。脱北者である男性は不安になって、施設から立ち去ったと証言した。その後も北朝鮮レストランからの脱北者に月に3-5万円の送金して「北朝鮮に戻れ」と夫婦で説得しようとしていた。後に身分を変えてたのに自宅に脅迫が来て、身の危険を感じた男性は韓国国内における迫害証拠を某国に提出し、朝鮮半島から安全な国に亡命した。
柳京レストラン集団脱北者に越北を懐柔し、脱北者たちの前で、北朝鮮の革命歌謡を楽しんで歌ったり、違法主体思想映画の上映、主体思想の書籍配布をするなど、従北主義者であり、主体思想派の人物である。

### 夫妻の娘アメリカ留学費用への寄付金流用
尹美香と金三石夫妻の娘は2016年から米国に留学している。娘は2016年イリノイ州シカゴの大学を経て、2018年からカリフォルニア大学ロゼルス校（UCLA）音学部2年課程に在学しながらピアノの修士課程を踏んでいるが、この留学ビザの問題が提起された。2020年5月11日ジョヘジン国会議員は尹美香夫婦の年収が5000万ウォン(約500万円)としているのに、娘の米国留学ビザに1億ウォン支払えるのはおかしいとし、正義連への寄付からの流用疑惑を提起した。これに対して尹美香は、1年の間に全額奨学金を支援する制度のある大学を見つけられたからだた釈明した。しかし、留学生の身分である尹美香の娘は全額奨学金はもちろん、制度上奨学金自体を受領することができない身分であるため、全額奨学金関連尹美香の釈明に疑念がある。一般的に、米国の大学は、市民永住留学生身分と居住地に応じて授業料と金額と奨学金支給するかどうかで変わる。ちなみにUCLAホームページに記載されている情報を確認した結果、UCLAでは外国の大学生つまり留学生には奨学金を支給していない。外国学生への奨学金は大学院生かつ視覚障害者であるか、又は工学（engineering）専攻の場合のみ、制度上は留学生も申し込み可能な奨学金がある。したがって、尹美香の娘が視覚障害者でない場合、虚偽でUCLAから奨学金を搾取したか、又は奨学金を受けていなかったという話になる。米国に住んでいる韓国人たちもUC系の大学は奨学金に非常に制限があるので、本当に奨学金を狙っていたのならば外国人も財政支援を受けることができる私立大学を選択していたはずと疑念を述べた。
2020年5月12日尹美香は、Facebookを介して朝鮮日報記者が取材が不当だと主張した。6ヶ月の間に朝鮮日報の記者がUCLA音大生を対象に、夫妻の娘が車を所有している私生活を暴露したと主張し、メディアの取材と報道が(同じく共に民主党所属で子女へ夫妻の協力で不正を行っていた)曹国事態を連想すると主張した。このように間接的に曹国を無罪で報道被害にあっていると擁護する発言をした。尹美香の曹国擁護発言に対して田麗玉は「女性曹国が登板した」と非難した。
その後、夫妻は主張を変えて、「兄妹スパイ団事件の当事者である夫金三石の刑事補償金、家族の損害賠償金などで、米国でピアノを勉強する娘の留学ビザと滞在費などを用意した」という趣旨の釈明資料を加え、共に市民党に2020年5月11日に提出した。党が公開した夫妻の釈明資料によると、娘は2018年秋から現在までの学費と生活費で8万5千ドル（約1億370万ウォン）を使用したが、学校で奨学金を受けられたことで授業料の一部を充当し、一四半期学費と生活費で9,351〜11,477ドル、寮費に1,418〜1,461ドルほどを費やしていたとした。金三石は1994年スパイと国家保安法違反で懲役4年・資格停止4年を言い渡されたが、再審を請求した。2017年に最高裁でいくつかの罪の有罪判決が取り消されたが、国家保安法違反に起因する有罪確定判決は取り消されず、懲役2年・執行猶予3年・追徴金620万ウォンが宣告された。これによる国家賠償金が夫今後1億9000万ウォン、夫人尹美香と娘などの家族の分け前に8,900万ウォンがそれぞれ出てきたというのが尹美香側の釈明内容であった。
これに対して、参加連帯共同執行委員長を務めたキム・ギョンユル経済民主主義21代表は、2020年5月12日フェイスブックに「2018年受け取った賠償金としてどのように2016年の留学資金を調達したのか」と時期的につじつまが合わないとし疑惑を提起した。そして共に市民党が提供された尹美香が提示した娘留学ビザ履歴も留学ビザ使用開始が2018年9月14日に出ている。つまり、2016年から2年間の履歴を公開していな。
2020年5月11日、野党国民の力が「米国1年留学学費・生活費として1億ウォンまで入る尹当選者の夫1年の収入が2500万ウォン程度にしかならない」と留学ビザ源を明らかにと要求すると、尹美香は前述したように「夫金三石の国から受けた刑事補償と損害賠償金に充当した」と不可能な説明した。また、尹美香は2020年4月初頭のマスコミのインタビューで、「直接1年間全額奨学金を貰える大学を探した」と主張した。
その後に、尹美香は娘がUCLA音大で1億ウォンを超えるお金を学費と滞在費に支出した事実は明らかにしなかった。夫妻の娘がUCLA進学前に通ったイリノイ大学の授業料6000ドルと滞在費にも釈明されなかった。米国同胞の間でUCLA学費で年間最低11万ドル（1億5000万ウォン）以上がかかると証言で指摘されている。
記者会見後、夫妻の娘の学費が元慰安婦とされる金福童の奨学金という疑惑が出てきた。彼女は自分のフェイスブックに娘を「金福童奨学生」と主張したが、正式な金福童奨学金を受けたものではなく金福童から個人的に与えられた小遣いを活用したという意味であった。正義義記憶連帯も同日に、尹議員のような趣旨の釈明を出した。